# Väfversunda

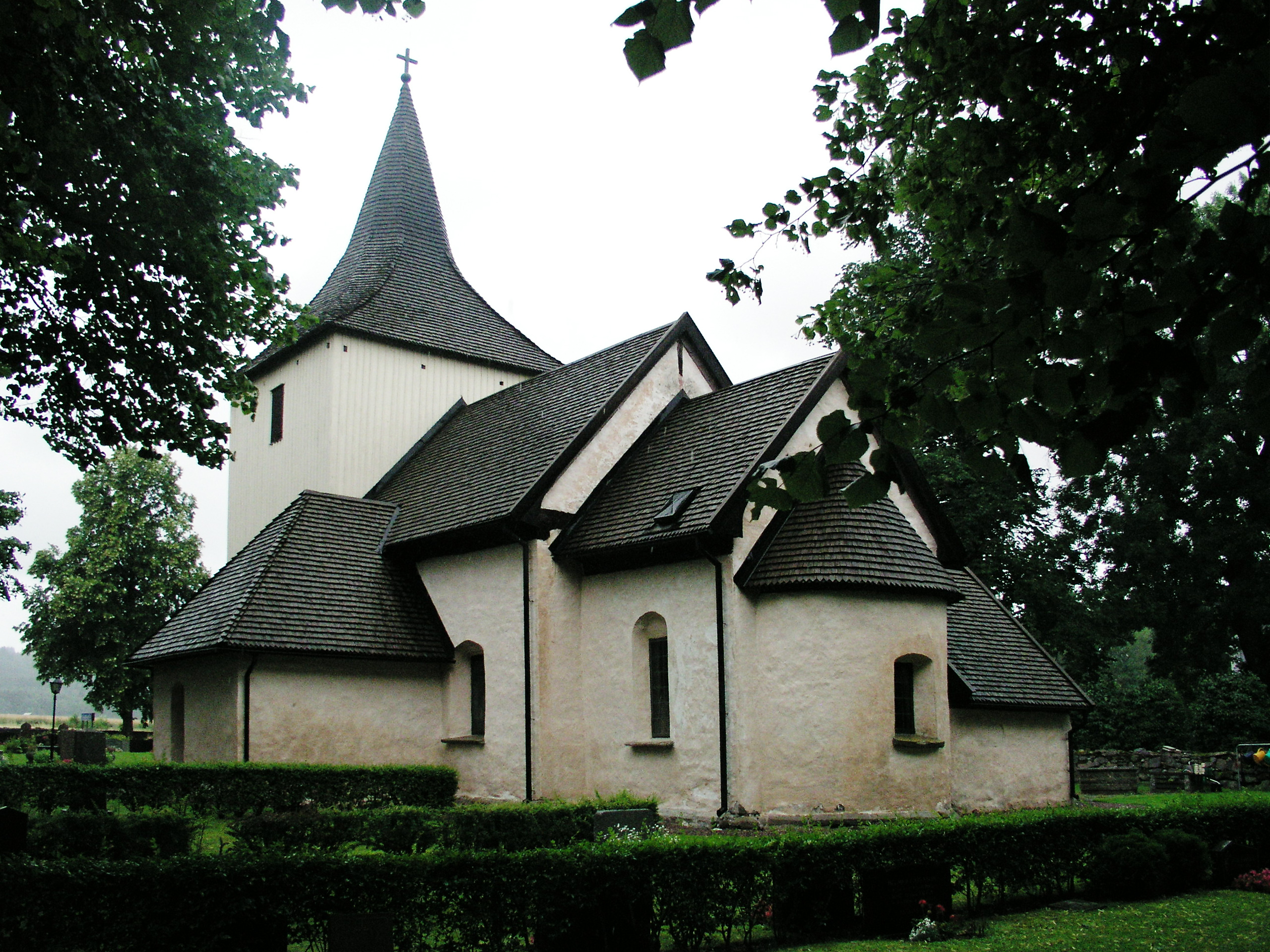
A Igreja Paroquial de Väversunda, uma igreja de arquitectura românica com origens no século XII.

Väversunda é uma pequena paróquia civil que fazia parte, historicamente, da centena de Dal na província sueca de Östergötland. Naquela localidade nasceu o químico Jöns Jacob Berzelius.